# Кабедо, Виктор
Виктор Кабедо Карда (исп. Víctor Cabedo Carda; 15 июня 1989, Онда — 19 сентября 2012, Альмедихар) — испанский шоссейный велогонщик. Молодой спортсмен в 2012 году перешёл в Euskaltel-Euskadi из дочерней команды, но в сентябре погиб на тренировке.

## Биография
Виктор начал заниматься велоспортом в шестилетнем возрасте. В 15 лет он выиграл чемпионат Испании по велокроссу среди ровесников. В 2007 году Кабедо показал ряд высоких результатов в юниорских гонках на родине: он выиграл Вуэльту Вега-де-Гранады и Вуэльту Бесайи; уступил только Хесусу Эрраде в разделке национального чемпионата. Продолжая прогрессировать, перед сезоном 2011 Виктор подписал контракт с баскской Orbea Continental, дочерней командой Euskaltel-Euskadi. В том году он выиграл этап Вуэльты Астурии и финишировал в первой десятке национального чемпионата. В межсезонье Кабедо перевели в основную команду Euskaltel-Euskadi, в составе которой в мае он проехал свой первый Гранд Тур, Джиро д’Италия. В июне он был одним из немногих гонщиков, чей контракт с баскской командой действовал на следующий сезон.
10 сентября Кабедо сошёл со своей последней гонки, Тура Британии. 19 сентября он выехал на тренировку из своего дома в Онде. Во время спуска около Альмедихара Виктор столкнулся с автомобилем и погиб, отлетев в овраг. Через неделю Альберто Контадор одержал победу на гонке Милан — Турин и посвятил её Виктору.